# Montreal Canadiens
Montreal Canadiens este o echipă profesionistă de hochei pe gheață, cu sediul în Montreal, Quebec, Canada. Echipa evoluează în National Hockey League (NHL) și este membră a Diviziei Atlantic din Conferința de Est.
Din 1996, Canadiens joacă meciurile de pe teren propriu în Bell Centre, arenă numită inițial Molson Centre. Echipa a jucat anterior în Montreal Forum care a găzduit meciurile pentru Canadiens timp de șapte decenii și unde au câștigat aproape toate titlurile de campioni ai NHL cu excepția primelor două.
Înființată în 1909, Montreal Canadiens este cea mai veche echipă de hochei pe gheață din lume care încă este în activitate și singurul club actual care evoluează dinainte de înființarea NHL. Franciza este membră a celor „șase originali”, singurele echipe care au jucat în NHL între 1942 și 1967.
Montreal Canadiens este echipa cu cele mai multe Cupe Stanley cucerite în istorie, 24. Cel mai recent titlu, cel din sezonul 1992-93, este și ultimul cucerit de o echipă canadiană. 
Marea rivală a echipei Montreal Canadiens este Toronto Maple Leafs. Cele două formații s-au înfruntat prima dată în 1917. De cinci ori și-au disputat finala Cupei Stanley.

## Palmares

### Cupa Stanley
- Campioană: 24 (1915–16, 1923–24, 1929–30, 1930–31, 1943–44, 1945–46, 1952–53, 1955–56, 1956–57, 1957–58, 1958–59, 1959–60, 1964–65, 1965–66, 1967–68, 1968–69, 1970–71, 1972–73, 1975–76, 1976–77, 1977–78, 1978–79, 1985–86, 1992–93)
- Finale pierdute: 10 (1916–17, 1924–25, 1946–47, 1950–51, 1951–52, 1953–54, 1954–55, 1966–67, 1988–89, 2020–21)
- Finale neîncheiate: Finala sezonului 1918–19, între Montreal Canadiens și Seattle Metropolitans, a fost oprită după cinci meciuri, scorul fiind egal 2-2 (al cincilea meci se încheiase remiză), din cauza epidemiei de gripă spaniolă.